# Edoeard Moedrik
Edoeard Moedrik (Russisch: Эдуард Николаевич Мудрик) (Starobilsk, 18 juli 1939 - Moskou 27 maart 2017) was een Sovjet-Russisch voetballer.

## Biografie
Moedrik begon zijn carrière bij Dinamo Moskou en werd er landskampioen mee in 1959 en 1963.
Hij speelde ook 8 wedstrijden voor het nationale elftal en werd vicekampioen op het EK 1964. Hij scoorde één doelpunt in een vriendschappelijke wedstrijd tegen Uruguay.
De verdediger overleed op 77-jarige leeftijd in Moskou.